# 杨邨人
杨邨人（1901年6月8日—1955年）谱名启源，学名望甦，化名其甦，笔名柳丝、文坛小卒、巴人、曼之等等。广东省海阳县（今潮安县）庵埠镇外文村人。中华民国作家，前中国共产党党员，太阳社的创建者之一，曾任中国左翼戏剧家联盟第一任党团书记。

## 生平

### 加入中共
1901年6月8日，杨邨人生于海阳县庵埠镇外文村一个破落工商地主家庭。杨邨人的继母受到同乡、中共早期党员许苏魂的影响，参加革命。杨邨人从小便受到继母的启蒙教育。
1916年，杨邨人自家乡的小学毕业后，入英国传教士办的汕头华英中学，1918年肄业。1919年五四运动爆发后，在家乡参加“爱国同志会”。1920年，先后在澄海县月浦小学（今属汕头市金平区）以及外文村永思学堂担任小学教师，并且兼任汕头《尾声日报》记者。1921年，入读福建厦门的集美学校中学部。1922年，经在汉口经商的堂叔父资助，杨邨人考入湖北武昌高等师范学校（武汉大学的前身）国文系，1926年毕业。在校期间，参加中国共产党领导的学生运动，后加入《星野》文艺社。1925年，经该校中共党支部书记李守章介绍，杨邨人加入中国共产党。

### 《太阳》与太阳社
1926年毕业后，杨邨人由中共党组织介绍到广州，先后任广东省立第一中学和广东省立第二中学教导主任。1927年广州四一五事件后，杨邨人在广州遭到通缉，逃往武汉，在武汉出任中华全国总工会宣传部编辑科干事，与钱杏邨（阿英）、孟超是同事，并且一同参加了在汉口召开的第四次全国劳动大会（1927年6月19日至23日举行），且一同参与此次会议的文秘及宣传工作。
在武汉，杨邨人通过钱杏邨结识了蒋光慈。蒋光慈来到武汉前，在上海期间，中共中央领导瞿秋白、李立三、邓中夏向蒋光慈提出创办一份提倡无产阶级革命文学的刊物，蒋光慈在武汉将该情况告诉了杨邨人、钱杏邨、孟超。由此这四人开始筹办日后的文艺杂志《太阳》。1927年7月，武汉汪精卫发动七一五事件，武汉政局骤变，四人离开武汉来到上海，继续商议筹办刊物之事。随后，杨邨人赴日本就读明治大学政治经济科，数月之后返回上海。1927年12月，杨邨人与蒋光慈、钱杏邨、孟超合办春野书店。1928年1月1日，这四个人共同筹办的文艺杂志《太阳》创刊，杨邨人与钱杏邨同任该杂志的编辑，该刊名义上由蒋光慈主持，实际上由杨邨人与钱杏邨负责。
《太阳》创刊本已达到原来中共中央领导人的要求，起初也没有成立“太阳社”的计划。但是，按日后杨邨人为纪念蒋光慈而发表在1933年8月出版的《现代》杂志第3卷第4期上的《太阳社与蒋光慈》一文的说法，成立“太阳社”“是在受到创造社的袭击以后，才感到光有联合战线的队伍不足以迎敌，便标明了旗帜招引同志充实战斗的力量，于是乎成立了‘太阳社’”。春野书店、《太阳》、太阳社均是蒋光慈、杨邨人等向中共中央主要负责人瞿秋白请示后，经批准才成立的。“太阳社”可称中国现代文学史上经中共中央领导人批准，并在中共领导下的首个文学团体。“太阳社”的发起人是蒋光慈、杨邨人、钱杏邨、孟超四个人。当时，中共中央领导人瞿秋白、李立三、杨匏安、罗绮园等人出席了太阳社的成立会。太阳社成立后，四位发起人分别介绍相识的文化人士加入该社。潮汕籍作家洪灵菲（中共党员）、戴平万（中共党员）、林伯修（杜国庠，即将加入中共）三人经杨邨人介绍加入太阳社。
1928年春，春野书店遭到查封。不久，仅出版七期的《太阳》也被查封。此时，杨邨人创办并主编了革命文艺杂志《新星》，但仅出版了一期。1928年10月，《太阳》改名《时代文艺》继续出版（仅出一期，1929年3月又改名《新流月报》，到1929年12月共出四期）。1929年1月，太阳社编印《海风周报》（至1929年4月共出四期）。1929年7月，杨邨人主编《新星》文艺半月刊。1929年秋，杨邨人受中共党组织委派，在上海参与创建中共领导的“艺术剧社”。艺术剧社成立之后，杨邨人任艺术剧社组织部负责人兼戏剧训练班的工作，艺术剧社借中华艺术大学开办戏剧训练班。陈波儿（潮安县庵埠镇人）便在此时经杨邨人介绍参加艺术剧社，由此崭露头角。1930年，《新流月报》改组为《拓荒者》，从第四、五期合刊成为左联的机关刊物之一。

### 左联工作
1930年1月，杨邨人赴四川成都任私立西南大学教授兼教务长。1930年5月，因该校被查封，部分师生遭到杀害，杨邨人逃回上海。1930年6月，杨邨人正式参加中国左翼作家联盟（左联）的工作，并与鲁迅接触。1930年8月，根据中共党组织的指示，在艺术剧社的基础上成立了“左翼剧团联盟”，杨村人被中共党组织任命为左翼剧团联盟第一任党团书记。1930年9月25日，杨邨人参加“左联”主办的庆祝鲁迅五十寿辰的活动，在会上杨邨人与鲁迅、郁达夫亲切交谈，但事后杨邨人以笔名“文坛小卒”在自己主编的《白话小报》上发表《鲁迅大开汤饼会》一文，声称“鲁迅大师领到当今国民政府教育部大学院的奖赏，于是乎汤饼会便开成了。”这是杨邨人第一次撰文攻击鲁迅。文中又拿郁达夫带到此次庆祝会上的一个孩子大作文章。
1932年1月，杨邨人担任中国左翼戏剧家联盟第一任党团书记。同年10月，调入中共中央宣传部文化工作委员会。1932年2月，化名“杨柳丝”，与鲁迅、矛盾等四十多人签署《上海文化界告世界书》，抗议日军发动一·二八事变。

### 脱离中共
1932年2月，杨邨人到湘鄂西苏区，接替谢觉哉主编《工农日报》。同年9月，在国军发动的第四次围剿中，该苏区失守，杨邨人逃往武汉，躲藏在堂叔父杨静吾的太古祯糖栈，自此脱离中国共产党。1932年11月15日，杨邨人写成自白《脱离政党生活的战壕》，于1933年1月在《读书杂志》第3卷第1期发表，宣布“揭起小资产阶级革命文学之旗”，要做“第三种人”。1933年6月17日，在《大晚报·火炬》化名“柳丝”写作《新儒林外史》攻击鲁迅。其作品大部分发表于《现代》、《矛盾》、《申报》等刊物。杨邨人脱离中共之后，攻击鲁迅更加猛烈，直到1936年10月鲁迅逝世为止。其中，1933年12月，杨邨人在《文化列车》第3期发表《致鲁迅先生的公开信》，猛烈攻击鲁迅。鲁迅随后撰写了《答杨邨人先生公开信的公开信》，驳斥杨邨人，并称杨邨人“虽是革命场中的一位小贩，却不是奸商。”
1934年至1936年初，在上海《社会月报》主编、揭阳人陈灵犀的引荐下，杨邨人任该月报的编辑，并在《申报》上发表许多文章。1935年，杨邨人担任刚创刊的《星火》杂志编辑。1937年3月至4月，任河南省广武县第二区代理区长一个多月。1937年6月至1938年2月，经广东绥靖主任公署秘书左恭介绍，任广东绥靖主任公署党政处科员。1937年9月至1940年1月，经左恭介绍，任第四战区政治部组员，其间曾经兼任广东省文化界抗敌协会委员，广州《民族日报》副刊主编，参加中华全国文艺界抗敌协会。后来，杨邨人到重庆中国国民党中央训练团受训三个星期。受训结束后，留在重庆出任中国电影制片厂编导委员，后赴遂宁县明耻中学任教。
抗日战争胜利后，经中华全国文协成都分会负责人侯枫（广东澄海人）介绍，杨邨人到成都南虹艺术职业学校担任教员。1945年8月至1949年4月，杨邨人历任四川省松潘县、绵阳县、剑阁县政府秘书。1949年7月至1951年2月，历任理县中学、南充高级中学教员，后来任川北大学文学院教授。1952年，该校改为四川师范学院，杨邨人出任中文系教授。1955年，杨邨人在肃反运动中因历史问题被列为重点审查对象，在审查期间跳楼自杀身亡。

## 著作
- 中篇小说《失踪》
- 短篇小说集《战线上》、《狂澜》、《苦闷》
- 话剧《新鸳鸯谱》
- 《近代中国艺术发展史》